# Istres Ouest Provence Volley-Ball 2008-2009
Questa voce raccoglie le informazioni riguardanti l'Istres Ouest Provence Volley-Ball nelle competizioni ufficiali della stagione 2008-2009.

## Organigramma societario
Area direttiva
- Presidente: Gilbert Louis

Area tecnica
- Allenatore: Frédéric Guérin

## Rosa
| N° | Nome                    | Ruolo | Data di nascita | Nazionalità sportiva |
| -- | ----------------------- | ----- | --------------- | -------------------- |
| 3  | Marion Marquet          | L     | 28 gennaio 1981 | Francia              |
| 4  | Paola Gustave Dit Duflo | C     | 7 ottobre 1988  | Francia              |
| 6  | Valerie Hejjas          | S     | 4 luglio 1980   | Ungheria             |
| 7  | Ivana Vasin             | P     | 13 maggio 1982  | Serbia               |
| 8  | Kaisa Jokinen           | C     | 23 agosto 1986  | Finlandia            |
| 9  | Lenaig Lemoigne         | L     | 28 maggio 1990  | Francia              |
| 10 | Marielle Alteirac       | C     | 2 luglio 1985   | Francia              |
| 11 | Olga Krasteva           | S     | 15 marzo 1984   | Bulgaria             |
| 12 | Emmanuelle Desaint      | S     | 7 ottobre 1989  | Francia              |
| 13 | Sehryne Hennaoui        | P     | 10 gennaio 1988 | Francia              |
| 14 | Faïza Tsabet            | S     | 22 marzo 1985   | Algeria              |